# 海軍石垣島北飛行場

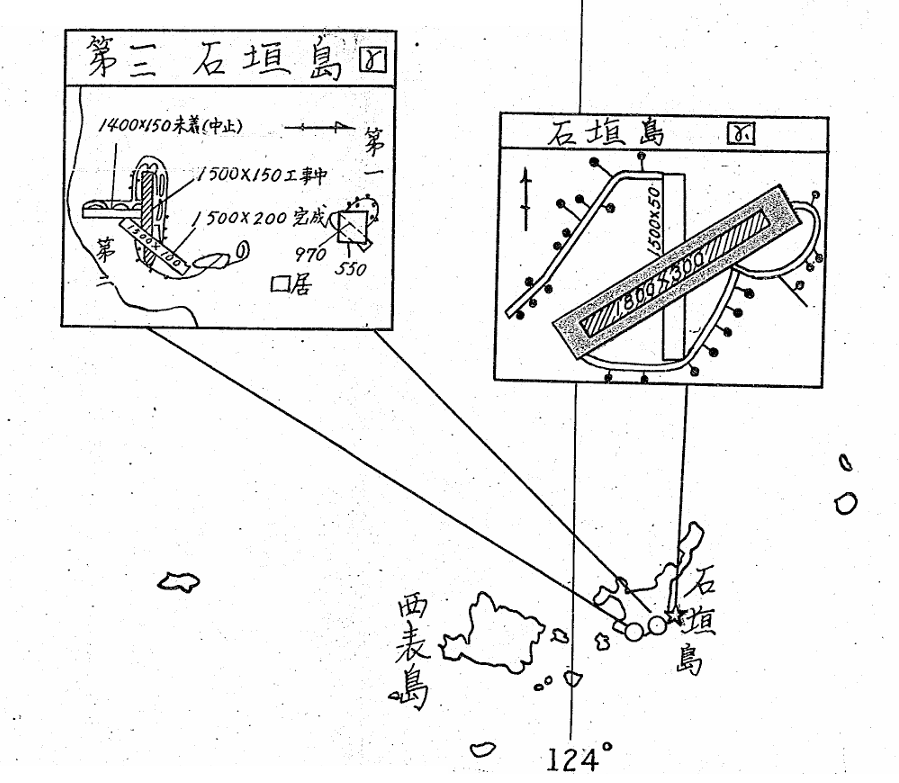
(図1) 日本海軍第三航空艦隊司令部「南西諸島航空基地一覧図」(昭和19・11) から。ヘーギナ飛行場は「第一石垣飛行場」と記されている。

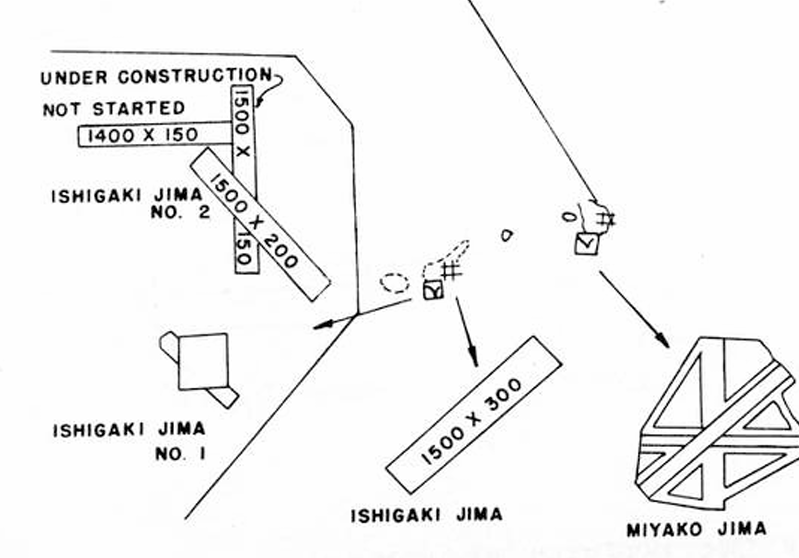
(図3) 米軍が沖縄本島で鹵獲した日本海軍資料を米海軍が翻訳した資料の一部。

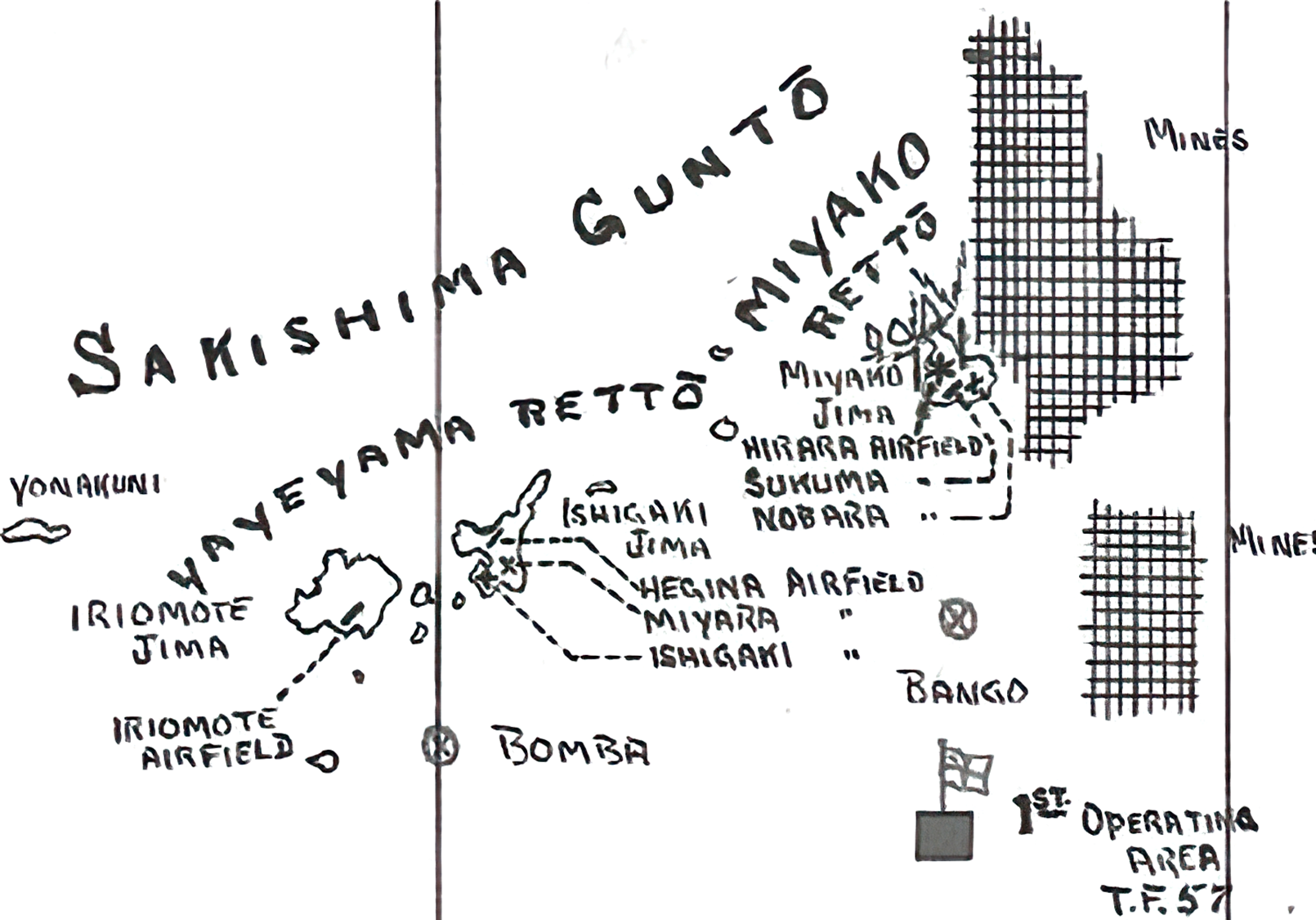
(図4) 英国太平洋艦隊は1945年3月15日に米国第5艦隊に加わり、第57任務部隊(タスクフォース57)に任じられた。TF57は沖縄侵攻作戦「アイスバーグ」の一環として3月27日から空爆を開始した。

海軍石垣島北飛行場 (かいぐんいしがきじまきたひこうじょう) は、旧日本軍が石垣島に建設した3つの飛行場のうちの一つで、1933年に沖縄県八重山郡大浜村平喜名 (現石垣市字真栄里) に海軍の小型飛行機用滑走路として設置された。現在は国際農林水産業研究センター沖縄支所「熱帯・島嶼研究拠点」がおかれている。

## 石垣島の日本軍飛行場
1933年、石垣島に海軍の小型飛行機用ヘーギナ飛行場（大浜村平喜名）が建設された。1943年に海軍が平得に南飛行場が計画されると、ヘーギナ飛行場は北飛行場と改称された。さらに1944年には陸軍石垣飛行場、1945年には特攻機用の陸軍宮良秘匿飛行場が計画された。
| 沖縄の旧日本軍施設 |                                              |                                    |
| 13                 | 海軍石垣島南飛行場（平得飛行場・大浜飛行場） | （旧）石垣空港                     |
| 14                 | 海軍石垣島北飛行場（ヘーギナ飛行場）         | 国際農林水産業研究センター沖縄支所 |
| 15                 | 陸軍石垣島飛行場（白保飛行場）               |                                    |

## 海軍石垣島北飛行場
1933年、海軍は大浜村平喜名に小型機用の簡易飛行場を計画した。ヘーギナ飛行場は(図3)の米軍資料にみるように、500メートル×550メートルのほぼ正方形の飛行場区域に対角線を利用した滑走路で離着陸するという簡易な小型機用の飛行場であった。
1943年12月、佐世保海軍航空隊からの派遣部隊、通称「観音寺部隊」が駐屯し、ヘーギナ飛行場の滑走路の拡張工事や周辺に多数の陣地を構築した。建設作業には、地元の住民だけではなく、朝鮮人軍夫が100人ほど連れてこられ、厳しい軍の管理下で昼夜交代制の労働を強いられた。

## 空襲
1944年10月10日の沖縄を対象とした初の大規模空襲 (十・十空襲) で、石垣島においては12日におこなわれた。午前8時過ぎ、北部から飛来した米軍機四機がまず平得飛行場、そして白保飛行場を銃撃、方向を変えてヘーギナ飛行場で急降下しながら機銃掃射した。1945年1月1日からは、空爆が頻発するようになり、4月から6月には毎月千機の空爆にさらされた。

### タスクフォース57
1945年3月15日から英国太平洋艦隊が米国第5艦隊に加わり、第57任務部隊(タスクフォース57)を任じられた。TF57は(図4)にみられるように米軍の沖縄侵攻作戦「アイスバーグ」における先島群島の日本軍飛行場の封じ込めであり、英国艦隊は3月27日から先島群島で艦載機による先島群島の空爆を開始した。
(図4) が示すように、連合軍が「宮良飛行場」と呼んでいたものは、陸軍石垣島飛行場（白保飛行場）であり、日本軍が1945年に住民を酷使して建設を急がせた「宮良秘密飛行場」ではないことに留意、また図には八重山列島と宮古島列島の日本軍飛行場6か所が書き入れられているほかに、西表島に「西表飛行場」なる記載が見られるが、これは誤情報と思われる。

## 出撃記録
不明。

## 戦後
終戦後はそのまま農地として利用され、沖縄の施政権移行後は国有地となる。1970年に農林省熱帯農業研究センターが置かれ、1993年に農林水産省国際農林水産業研究センターとなった。

## 関連する遺構
現在、石垣島北飛行場の跡地にある国際農林水産業研究センター沖縄支所「熱帯・島嶼研究拠点」の北東角に電波探知機壕が残されている。また北東の角近く、宮良川に面して三連結壕が、またその壕の西側にはヘーギナー壕と呼ばれる観音寺部隊の壕の遺構がのこっている。ヘーギナー壕は東西約150メートル、高さ約3メートルの石垣島で最大の壕といわれているが、落盤箇所が多く、現在は入ることができない。